# Duelo silencioso
Duelo silencioso (japonés: 静かなる決闘: Shizukanaru Ketto; inglés: The Quiet Duel) es una película japonesa de 1949 dirigida por Akira Kurosawa. Cinta de género dramático narra la historia de un médico que involuntariamente contrae la sífilis y las consecuencias que supone para su vida.

## Sinopsis
En 1944 durante la Segunda Guerra Mundial el doctor Kyoji Fujisaki (Toshiro Mifune), un médico de recta moral que lucha por salvaguardar la salud de sus pacientes, practica una cirugía abdominal al soldado Susumu Nakada (Kenjirô Uemura) en un hospital de campaña. Debido al cansancio y las precarias circunstancias en que se encuentra el equipo, un barracón escasamente iluminado en medio de una intensa tormenta, involuntariamente se corta el dedo con el bisturí con que estaba practicando la intervención. A consecuencia de ello se contagia de sífilis y, pese a los intentos de localizar medicación con la que tratar la enfermedad, en el hospital de campaña no dispone de un tratamiento adecuado para tratar la enfermedad.
Finalizada la guerra, y reincorporado a la vida civil, el doctor decide romper el compromiso con su prometida Misao Matsumoto (Miki Sanjô) ocultándole su incurable enfermedad y los motivos reales de la ruptura. Kyoji piensa que Misao, una mujer de carácter tradicional, no comprenderá la situación y pueda creer que su enfermedad ha sido causada por una infidelidad y no por su trabajo en el ejército. Temeroso de las consecuencias que pueda tener en feto si, llegado el caso, deciden tener descendencia tras un noviazgo que se ha prolongado durante seis años. El único apoyo del doctor será la aprendiz de enfermería Rui Minegishi, una joven rebelde y madre soltera, que es testigo de cómo Kyoji Fujisaki se inyecta Salvarsan para tratar su sífilis malinterpretando la causa de que el médico está enfermo. El posterior reencuentro del doctor con Susumu, el soldado que le contagió que vive la vida sin preocupaciones pese a su enfermedad y ocultándosela a su esposa, recientemente embarazada, provocará la reacción de Kyoji.

## Reparto
| Actor              | Personaje                  |
| ------------------ | -------------------------- |
| Toshirô Mifune     | Dr. Kyoji Fujisaki         |
| Miki Sanjô         | Misao Matsumoto            |
| Takashi Shimura    | Dr. Konosuke Fujisaki      |
| Kenjirô Uemura     | Susumu Nakata              |
| Isamu Yamaguchi    | Alguacil Nosaka            |
| Noriko Sengoku     | Rui Minegishi              |
| Chieko Nakakita    | Takiko Nakada              |
| Kenichi Miyajima   | Tienda de antigüedades     |
| Tadashi Sasaki     | Viejo soldado              |
| Shizuharu Izumi    | Oficial de policía         |
| Tadashi Date       | Padre de Appe              |
| Shiroyuki Miyajima | Jefe                       |
| Junnosuke Miyazaki | Horiguchi, jefe de higiene |
| Kisao Tobita       | Juventud de Gibbs          |
| Takaminuki         | Trabajador                 |
| Tsuneko Sudo       | Madre de Appe              |
| Hatsuko Wakahara   | Mii-chan                   |
| Hiroko Machida     | Enfermera Imai             |
| Wakayo Matsumuna   | Enfermera aprendiz         |
| Yuko Ikegami       | Empleado                   |
| Shigeru Matsumoto  | Muchacho Appe              |
| Yosuke Kudo        | Muchacho                   |